# Internet Channel
«Internet Channel» — версия браузера Opera 9.3, специально разработанная для игровой приставки Nintendo Wii
.
Бета-версия была выпущена 22 декабря 2006 года
,
а финальная вышла 11 апреля 2007 года. Internet Channel — уже второй продукт Opera Software для консолей, до этого компания отвечала за разработку Nintendo DS Browser — браузера для Nintendo DS.
Для подключения к Интернету Internet Channel использует настройки консоли Wii и может получать информацию только непосредственно с HTTP или HTTPS серверов. Возможность использования прокси-серверов, в отличие от Opera Mini, не предусмотрена. Internet Channel имеет схожий с версией Opera для ПК интерфейс и принципы работы, в его основе та же технология Medium Screen Rendering, важнейшей особенностью снова можно назвать систему навигации — использование вкладок.

Скачать браузер можно, заранее зарегистрировавшись на официальном сайте Nintendo, зайдя в свой аккаунт посредством Wii Shop. Приложение загружается бесплатно.

## История
10 мая 2006 года Opera Software сообщила о планах разработки интернет-браузера для игровой приставки Nintendo Wii.

### Демонстрационная версия
Демонстрационная версия браузера Internet Channel была выпущена в декабре 2006 года, а полная вышла в апреле 2007 года. Пока шла доработка и тестирование полной версии браузера, демоверсия позволяла пользователям опробовать и оценить некоторые из заявленных возможностей программы. Например, в ней уже был реализован зуминг страниц с помощью нажатия клавиши «+» на контроллере «Wii Remote» (пока только увеличение) и скроллинг через удерживание кнопки «В». Также в этой версии уже была поддержка технологий Flash и AJAX. Кроме этого, существовал альтернативный режим просмотра текста, набранного крупным шрифтом в одну колонку. Переход в этот режим осуществлялся кнопкой «2» и был похож на режим Small-Screen Rendering в браузере для Nintendo DS, разработанном Opera Software ранее.
Как и в других браузерах, в пробной версии была функция «Избранные», чтобы пользователи могли вернуться к сайту позже. В «Избранное» страницу можно было добавить нажатием кнопки «1» или на кнопку со звёздочкой в окне браузера. Страницы из списка можно было удалять, их описание редактировать, также была возможность показа эскиза страницы для каждой закладки.
Функциональность демонстрационной версии была немного ограничена. Веб-адреса могли быть введены только на главной странице, и не было возможности просмотра истории посещённых страниц (только используя кнопки перехода «Назад»/«Вперёд»). Браузер долго открывал страницы, которые, как правило, открывались в новом окне с помощью Javascript. Не было таких настроек, как установка домашней страницы (в браузере была своя страница заставки), настроек для куков или возможностей родительских установок (в то же время доступ к браузеру можно было запретить через настройки в меню Wii). Не было возможности убрать с экрана навигационную панель. Максимальное число закладок, которые мог сохранить пользователь, составляло 21 URL.

### Финальная версия
22 марта 2007 года компания Nintendo сообщила о завершении работ над финальной версией, но перенесла дату выхода с конца марта на апрель 2007 года. Поддержка клавиатуры была добавлена позже — она вошла в обновление от 10 октября 2007 года. Это обновление пользователи могли загрузить с онлайн-сервиса «Wii Shop Channel». Его загрузка не требовала дополнительной платы, если браузер уже был скачан ранее.
8 сентября 2009 года вместе с выходом Opera Devices SDK 10 помимо улучшения поддержки технологии Adobe Flash было объявлено, что теперь Internet Channel распространяется бесплатно, а пользователи, загрузившие браузер за 500 Wii-очков, получают их обратно.

## Функциональность
Во время загрузки браузер сохраняется на 512 МБ встроенной в Wii флэш-памяти, после чего его можно записать на SD карту. Временные файлы (кэш, cookies и др; максимум 5 МБ для пробной версии) могут быть сохранены только во внутренней памяти приставки. Приложение запускается за несколько секунд, после подсоединения к интернет через Wi-Fi или по Ethernet-сети посредством подключения через специальное USB-устройство: LAN-адаптер.

## Возможности
Internet Channel предоставляет пользователям все возможности доступа к Интернет и совместим со всеми теми же стандартами, что и версия Opera для ПК, включая поддержку CSS и Javascript. Как и Opera 9, Internet Channel полностью проходит тест для веб-браузеров Acid2. Также предусмотрено использование таких технологий, как Ajax, RSS и Adobe Flash 7. Opera Software отмечает, что функциональные возможности их браузера для Wii позволяют сторонним разработчикам создавать приложения, совместимые с Internet Channel. Компания также заявляет, что браузер может использоваться как инструмент для запуска некоторых видеоигр.
Opera Software создавала Internet Channel на технологии «комнатного просмотра». По сравнению с Opera для персональных компьютеров, в браузере для Wii упрощён интерфейс и увеличены шрифты, как в клиенте интернет-телевидения MSN TV. В настоящее время пользователь может использовать зумминг (с анимированным переключением режимов просмотра) для детального изучения содержимого веб-страницы.
Поскольку браузер поддерживает технологию Flash, пользователь может использовать Программное обеспечение, основанное на Flash, с помощью дистанционного управления. Появились сайты, на которых располагались Flash-игры специально для Wii. Однако браузер поддерживал технологию Flash до версии 7.0, что затрудняло доступ к сайтам, базирующихся на более поздних версиях Flash.
Существуют различные оболочки, наборы утилит и средств разработки, позволяющие создавать и использовать элементы Flash и Javascript под контроллер Wii Remote. Есть возможность пользоваться программным обеспечением, требующим наличия клавиатуры, предварительно переконвертировав его под Wii Remote.
Технологии Flash и AJAX позволяют запрашивать различные типы данных с HTTP-серверов, в том числе и в фоновом режиме. Можно использовать серверы, предназначенные для общения и хранилища медиафайлов. Есть возможность просмотра видео, прослушивания музыки и отображения текста в потоковом режиме, без предварительного скачивания файлов.
Internet Channel поддерживает использование USB-клавиатуры. Эта функция была добавлена в обновлении браузера от 10 октября 2007 года.

## Обновления
Список обновлений Internet Channel*:
- 11 апреля 2007 года:
  - Обновление до финальной версии;
- 10 октября 2007 года:
  - Ускорена загрузка;
  - Добавлена поддержка USB-клавиатуры;
  - Возможность сохранения свыше 56 «Избранных»;
  - Возможность послать список «Избранных» контактам из адресной книги;
  - Возможность выделить текст на странице и вставить его в окно поиска;
  - Возможность ввода больших сообщений без виртуальной клавиатуры.

Обновления загружаются бесплатно, если Internet Channel был заранее установлен.
* Больше информации (англ.)